# Сювялампи
Сю́вяла́мпи (фин. Syvälampi) — пресноводное озеро на территории Лоймольского сельского поселения Суоярвского района Республики Карелии.

## Этимология
Название озера переводится с финского языка как «глубокое лесное озеро».

## Физико-географическая характеристика
Располагается на высоте 104 метра над уровнем моря.
Форма озера двухлопастная, продолговатая: оно вытянуто с северо-запада на юго-восток. Берега каменисто-песчаные, преимущественно возвышенные.
Через озеро течёт водоток без названия, впадающий с левого берега в реку Юуванйоки, которая является притоком реки Янисйоки.
К западу от озера проходит автомобильная дорога местного значения 86К-329 («Подъезд к п. Вяртсиля»).
Населённые пункты вблизи водоёма отсутствуют.

## Панорама

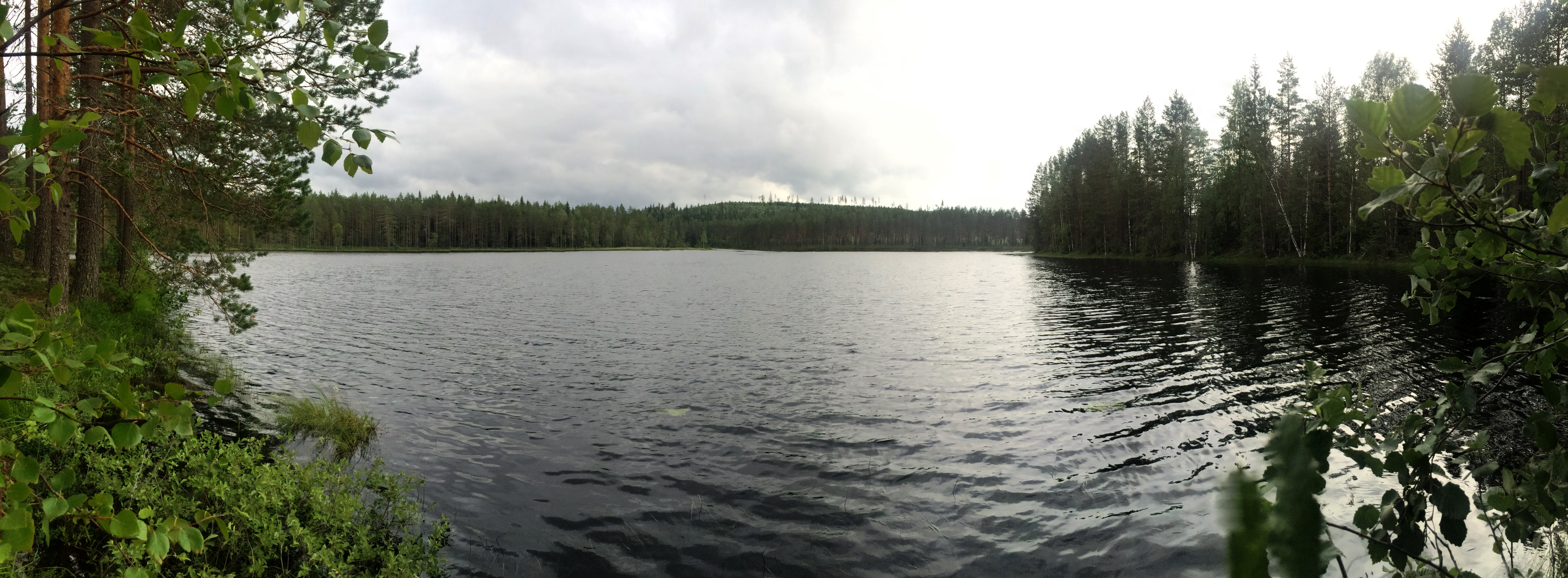
Панорама